# Psephidonus nubilatus
Psephidonus nubilatus är en skalbaggsart som beskrevs av Thomas Casey 1893. Psephidonus nubilatus ingår i släktet Psephidonus och familjen kortvingar. Inga underarter finns listade i Catalogue of Life.